# Slag bij Molins de Rei
De Slag bij Molins del Rey werd op 21 december 1808 uitgevochten tijdens de Spaanse Onafhankelijkheidsoorlog tussen Spanje en het Eerste Franse Keizerrijk.

## Slag
Na de Slag bij Cardadeu wist Laurent de Gouvion Saint-Cyr de blokkade die om Barcelona zag te doorbreken. Hierop trok het Spaanse leger van de Graaf de Caldagues zich terug achter de rivier de Llobregat. Vervolgens stuurde Saint-Cyr Joseph Chabran met een aanval op de Spaanse linies af. Zelf leidde hij het merendeel van zijn leger in de aanval op de rechterflank van de Spanjaarden. De tegenstand van de Spanjaarden viel al snel uiteen waardoor het leger wegvluchtte van het slagveld.